# Думітрешть (Муреш)
Думітрешть, Думітрешті, Думітрештій (рум. Dumitrești) — село у повіті Муреш в Румунії. Адміністративно підпорядковане місту М'єркуря-Ніражулуй.
Село розташоване на відстані 253 км на північний захід від Бухареста, 17 км на схід від Тиргу-Муреша, 95 км на схід від Клуж-Напоки, 115 км на північний захід від Брашова.

## Населення
За даними перепису населення 2002 року у селі проживали 338 осіб, з них 336 осіб (99,4%) угорців. Рідною мовою 336 осіб (99,4%) назвали угорську.